# 성산역 (순천)
성산역(Seongsan station, 星山驛)은 전라남도 순천시 해룡면 남가리에 위치한 전라선의 역이다. 현재는 어떤 여객열차도 정차하지 않는다.

## 연혁
- 1932년 11월 1일 : 무배치간이역으로 영업 개시[1]
- 1952년 8월 1일 : 배치간이역으로 승격[2]
- 1972년 7월 20일 : 무배치간이역으로 격하[3]
- 1977년 5월 16일 : 수소화물취급 중지[4]
- 1979년 12월 30일 : 현 역사 완공
- 1980년 3월 10일 : 역사를 성산리 302-1번지에서 남가리 68-2번지로 이전 및 보통역으로 승격[5]
- 1996년 9월 16일 : 배치간이역(운전취급)으로 격하[6]
- 2004년 7월 15일 : 여객 취급 중지[7]
- 2004년 12월 10일 : 무배치간이역으로 격하[8]
- 2009년 : 전라선 복선 전철화 공사로 구역사 철거
- 2011년 10월 31일 : 전경삼각선 신설